# 上山城

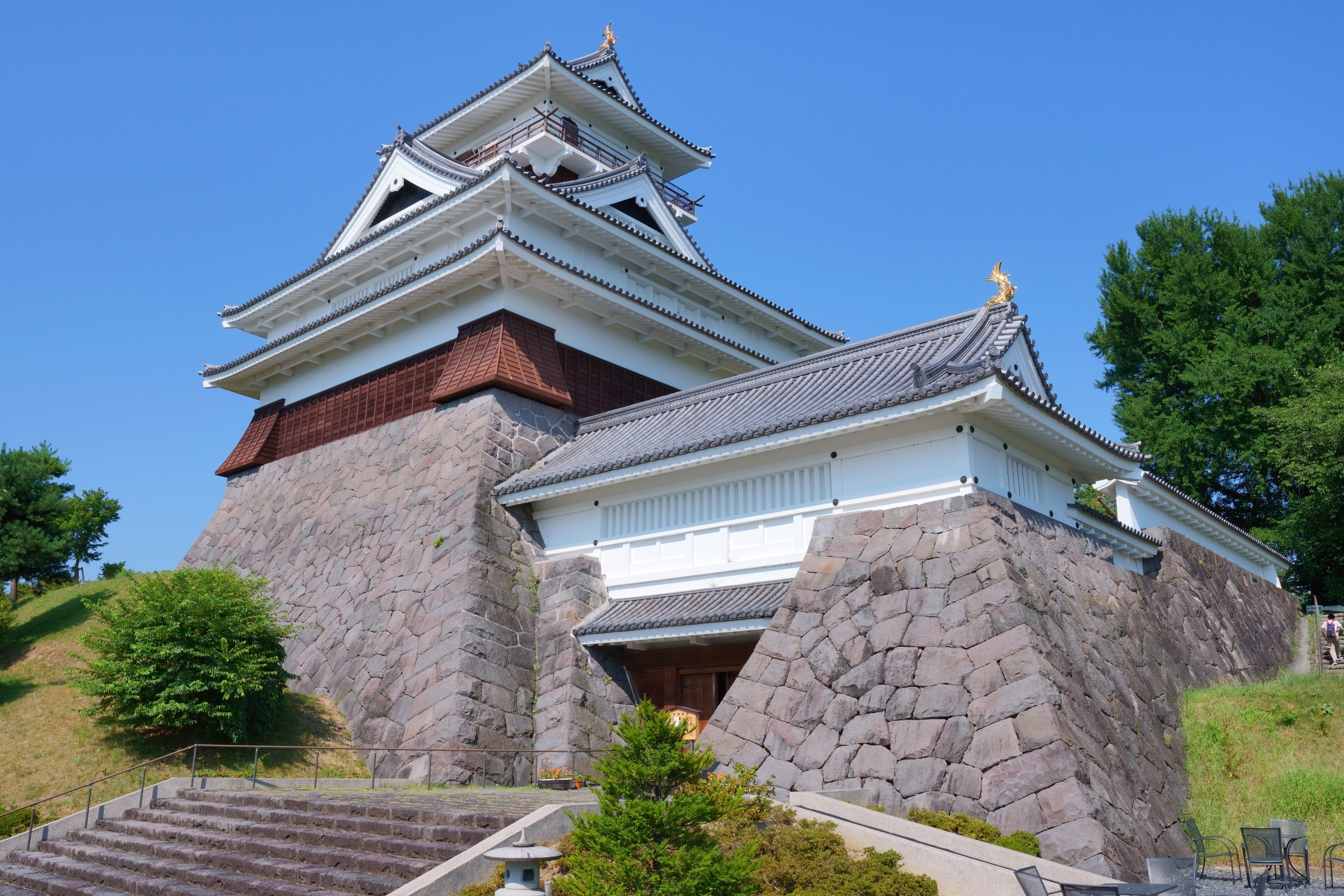
櫓門

上山城（かみのやまじょう）は、山形県上山市にあった日本の城。別名月岡城。 
戦国時代は最上氏の最南端の城塞であり、米沢の伊達氏や上杉氏との攻防の舞台となった。江戸時代は上山藩の藩庁が置かれた。城跡は上山市指定史跡。 
現在の模擬天守は、1982年(昭和57年)に再建されたものである。 

## 歴史
天文4年（1535年）上山義房の子武衛義忠が高楯城を伊達家より奪還した後、天神森（現在の月岡公園）に平山城となる上山城を築城、周辺を城下町とした。以後城主は武衛義節、上山満兼と続き、最上氏の城であった。
天正2年（1574年）に天正最上の乱が発生。当初、城主の上山満兼は最上義光に加担したものの、最上義守側についた伊達軍が南から上山の樽下に進軍すると、義光を裏切り、伊達軍の通過を許した。その後、満兼は最上八楯の一員として、最上義光と和議を結ぶものの、確執は残ることとなる。
天正8年（1580年）最上義光は里見民部を寝返らせて上山城を攻めさせ、城主の上山満兼は討死した。新たに里見民部が上山城主となり、最上義光の統治下となった。
慶長5年（1600年）慶長出羽合戦の舞台の一つとなった。9月17日、上杉・直江側の武将篠井康信、横田旨俊らが率いる4000人の軍勢が上山城を攻めた。守将の里見民部の城兵はわずか500人だったが、城門を開けて打って出て、上杉軍と城門付近で戦闘が繰り広げられた。突如、上杉軍の背後から最上軍が襲いかかった。これは、民部が草刈志摩の部隊を城の外に配置し待ち伏せさせ、攻撃させたものであった。背後を襲われた上杉軍は混乱に陥った。上杉方大将の本村親盛が最上勢の坂弥兵衛なる者に討ち取られ、椎名弥七郎をはじめとする将兵の多くが討たれたとされている。里見民部は上杉軍400人余りの首を最上義光に送ったとされる。掛入石仲中山口から進軍した上杉軍は上山城の戦いで大打撃を受けたため、長谷堂城の戦いの直江本隊に合流することが出来なかった。
慶長出羽合戦後、城主里見民部は最上義光との関係が悪化していった。民部は最上義光の嫡男・最上義康と義光の父子離反を謀るとともに、廃嫡および謀殺に加担したが、慶長8年（1603年）8月16日に自らの危機を察知して一族と共に逃亡した。民部らの逃亡後、上山城には最上義光の五男・上野山義直（最上光広）が入った。
慶長20年（1615年）、幕府より一国一城令が発せられたものの、上山城は破却されずに済んだ。
元和8年（1622年）、最上氏が最上騒動により改易された後、能見松平家の松平重忠が4万石で入り、上山藩を立藩した。その頃の城は、本丸を囲んで一段低く周囲に二の丸があり、外濠が取り巻いていたとされる。
寛永3年（1626年）、蒲生忠知が入城し、上山藩主となる。(4万石)
寛永5年（1628年）土岐頼行が入城し、上山藩主となる。(2.5万石、後3.5万石)
元禄5年（1692年）土岐頼殷が越前野岡藩に転封した直後、幕府の命により城が破却される。破却直前は本丸に三重の天守や各所に櫓門がある近世城郭であり、月岡・天神森にそびえるその壮麗な城郭は「羽州の名城」として広く知れ渡っていた（正保絵図、元禄絵図）。
元禄5年（1692年）7月、飛騨国高山から金森頼時が上山藩主(3.87万石)となり、二の丸に御殿が構築された。
元禄10年（1697年）、藤井松平家の松平信通が上山藩主となり、本丸の一部や城門等を修築したが、天守は構築せず、二の丸に居館が設けられた程度の城構えであり、そのまま幕末や明治を迎えた。
慶応4年（1868年）の戊辰戦争の際、9月18日に新政府軍が上山城に入城。9月19日に庄内藩征討軍（薩摩藩・米沢藩）が上山に入る。
明治時代に入り、1873年の廃城令の影響により、上山城は取り壊されたり、払い下げられたりして廃城となった。
城跡には明治11年（1878年）9月に月岡神社の建築、その後月岡公園の整備がなされ、1957年（昭和32年）4月20日に市の史跡に指定された。
1982年（昭和57年）11月2日、二の丸跡に現在の3層の模擬天守が建立された。模擬天守の内部は、郷土歴史資料館として利用されており、季節によって、雛人形展や鎧などの収蔵品展、刀剣展といった催しが行われている。
再建当時、天守付きで再現することについては多くの論議を呼んだ。

## 遺構等

### 遺構
本丸西側に西内堀が残り、この他、土塁、石垣の一部と庭園が現存している。

### 移築建造物
建造物としては、薬医門形式の門が山形県南陽市の旅館「いきかえりの宿　瀧波」に、城内にあった兵糧米保管庫の籾蔵が市内御井戸丁の鈴木家に、それぞれ移築され現存している。

### その他
- 復興天守 - 二の丸跡には望楼型の模擬天守が建てられており、資料館として利用されている（前項「歴史」記事参照）。
- 出羽国之内上山絵図 - 正保元年(1644年)に幕府提出の「正保城絵図」。複写が資料館にて不定期展示[4]。
- 展望台 - 左奥に蔵王連峰が遠望できる。
- 藩校明新館跡地 - 現在は案内図看板で往時の部屋割りなどが紹介。
- 「上中下三字説」石碑 - 沢庵和尚の教えを記す。
- ふれあい足湯 - 天守跡・登城路などに設置。

## 観光
交通
所在地：山形県上山市元城内3-7
電車
- JR奥羽本線「かみのやま温泉駅」より徒歩10分、タクシー3分

路線バス
- 山交バス（山形－高松葉山線）バス停「上山城口」より徒歩3分

自動車
- 東北中央自動車道「山形上山IC」より車で約12分（約5km）
- 東北中央自動車道「かみのやま温泉IC」より車で約13分（約6km）

　※上山城周辺に約50台の無料駐車場あり
入館時間
午前9時 - 午後4時45分（午後5時15分閉館）
休館日
12月29日～31日　その他、メンテナンス休館有
入館料
大人 420円、高校･大学生 370円、小中学生 50円（団体割引あり）
※上山市在住・在学の小中高生は土曜日無料
指定管理者
公益財団法人上山城郷土資料館
敷地内施設
- 上山城前広場お土産売店「かかし茶屋」
- 月岡公園（4月は桜鑑賞スポット）
- 月岡神社（祭神は藤井松平家の松平利長、松平信一）

## 現施設の概要
| 敷地面積 | 42,691.5m2 |
| 建築面積 | 386.93 m2 |
| 延床面積 | 2,480.08m2 （1階：1,695.55㎡） （中2階：256.18㎡） （2階：239.66㎡） （3階：239.66㎡） （4階：49.03㎡） |
| 階数     | 3層4階 |
| 建築構造 | 鉄筋コンクリート造 |
| 建築企業 | 建築設計・監理：㈱石本建築事務所 展示設計・監理：㈱環境設計組織 建築本体工事：㈱竹中工務店 東北支店 機械設備工事：弘栄設備工業㈱ 電気設備工事：東北電気工事㈱ 山形支社 エレベーター工事：横浜エレベータ 展示設備工事：㈱乃村工藝社 |
| 竣工     | 1982年11月2日 |

## ゆかりのある人物
- 上山氏（かみのやまし） - 当地を本拠とした一族
- 上山義房 - 室町時代の戦国武将。子の上山義忠（武衛義忠）が上山城（月岡城）を築城。
- 上山満兼（武衛義政） - 安土桃山時代の上山城主。
- 里見民部 - 安土桃山時代から江戸時代にかけての上山城主。
- 上野山義直 - 江戸時代初期の上山城主
- 松平重忠 - 1622年 出羽上山藩を立藩、初代藩主となる。能見松平家。遠江国出身。
- 蒲生忠知 - 1626年 出羽上山藩藩主。会津藩出身。
- 土岐頼行 - 1628年 出羽上山藩の土岐家初代藩主。摂津国出身
- 金森頼旹 - 1692年 出羽上山藩藩主。飛騨高山藩出身。
- 松平信通 - 1697年 出羽上山藩の藤井松平家初代藩主。播磨国出身。以後、明治時代の廃藩置県まで、藤井松平家が上山藩を治める。
- 金子清邦 - 江戸時代末期、幕末の上山藩家老。積極的な藩政改革を行った。
- 鈴木啓蔵 - 元上山市長。上山城再建を進めた。